# Brian McGinlay
Brian McGinlay (né le 24 août 1945 à Glasgow) est un ancien arbitre écossais de football. Il débuta en 1972, devint arbitre international en 1976 et arrêta définitivement en 1992.

## Carrière
Il a officié dans des compétitions majeures : 
- Euro 1980 (1 match)
- Coupe d'Écosse de football 1981-1982 (finale)
- Coupe du monde de football des moins de 20 ans 1983 (1 match)
- JO 1984 (3 matchs)
- Coupe de la Ligue écossaise de football 1984-1985 (finale)
- Coupe de la Ligue écossaise de football 1991-1992 (finale)